# Ермитска функција
У математичкој анализи, ермитска функција је комплексна функција са својством да је њена комплексно конјугована вредност једнака оригиналној функцији чија променљива има супротан знак:
{\displaystyle f(-x)={\overline {f(x)}}}
за свако {\displaystyle x} у домену функције {\displaystyle f}.  
Ова дефиниција се може проширити на функције две и више променљивих, тј. у случају да је функција {\displaystyle f} функција две променљиве, она је ермитска ако
{\displaystyle f(-x_{1},-x_{2})={\overline {f(x_{1},x_{2})}}}
важи за све парове {\displaystyle (x_{1},x_{2})} у домену функције {\displaystyle f}.
Из ове дефиниције, директно произилази да, ако је функција {\displaystyle f} ермитска функција, тада је
- реални део функције {\displaystyle f} парна функција
- имагинарни део функције {\displaystyle f} непарна функција

## Мотивација
Ермитске функције се често користе у математици и процесирању сигнала. Као пример, следеће тврдње су значајне код Фуријеових трансформација:
- Функција {\displaystyle f} је реална ако и само ако је њена Фуријеова трансформација ермитска функција.
- Функција {\displaystyle f} је ермитска ако и само ако је Фуријеова трансформација функције {\displaystyle f} реална.